# Глизе 176 b
Глизе 176 b (также HD 285968 b) — экзопланета на орбите красного карлика Глизе 176, расположенная на расстоянии примерно 31 светового года в созвездии Тельца. Вероятно экзопланета является суперземлёй с очень плотной атмосферой, подобной Венере.
По началу орбитальный период планеты был перепутан с периодом обращения звезды, что дало показания в 10 дней для планеты с массой в 25 земных масс. Последующие показания отфильтровали вращение звезды.
Планета вращается во внутренней магнитосфере своей звезды. Указанная температура 450 К является температурой «теплового равновесия». Вероятно, планета каменистая, но масса так и неизвестна. Если угол орбиты относительно земли почти прямой, планета может быть массивнее нижнего предела. Если это так, то возможно планета притянула гораздо большую газовую оболочку.